# Paramoera (Ganigamoera) myslenkovi
Paramoera (Ganigamoera) myslenkovi is een vlokreeftensoort uit de familie van de Pontogeneiidae. De wetenschappelijke naam van de soort is voor het eerst geldig gepubliceerd in 2010 door Sidorov.